# Vojadžerova zlatna ploča
Vojadžerovi zlatni diskovi jesu dva fonografska diska koja se nalaze na Vojadžeru i lansirana su 1977. godine.
 Oni sadrže zvuke i slike odabrane da predstave raznovrsnost života i kulture na Zemlji, a namenjeni su za bilo koji inteligentni oblik života, ili buduće ljude, koji ih pronađu. Na neki način predstavljaju vremensku kapsulu.
Iako nijedna Vojadžer letelica ne ide prema nijednoj određenoj zvezdi, Vojadžer 1 za 40 000 godina proći ce zvezdu Gliese 445 na udaljenosti od 1.6 svetlosnih godina.
Karl Segan izjavio je da ce letelica biti nađena i diskovi dešifrovani samo ako u interstelarnom svemiru postoje razvijene inteligentne civilizacije, ali da lansiranje ove „boce“ u svemirski „okean“ govori nešto veoma obećavajuće o životu na ovoj planeti.

## Značaj i pozadina
Vojadžer 1 je trenutno najudaljeniji objekat ljudskog porekla od Zemlje. Vojadžer 1 je stigao do međuzvezdanog svemira, regiona između zvezda gde se moze sresti galaktička plazma. Kao njihovi prethodnici Pionir 10 i 11, koji su nosili jednostavnu plocu, Vojadžer 1 i 2 lansirani su od strane NASAe sa porukom - zlatnim diskom, namenjenim za komunikaciju sa drugim civlizacijama. 
Ovo je poklon sa malog, dalekog sveta, deo naših zvukova, naše nauke, naših slika, naše muzike, naših misli i naših osećanja. Mi pokušavamo da preživimo naše vreme kako bi živeli u vašem.

— Predsednik Džimi Karter

## Sadržaj
Sadržaj je za ploče izabran je od strane odbora koji je predvodio Karl Segan, organizovan od strane NASA. Selekcija sadržaja za ploče trajala je skoro godinu dana. Segan i njegovi saradnici sakupili su 115 slika i raznovrsne zvuke prirode, kao što su zvukovi talasa, vetra, grmljavine i životinja (uključujući i pesmu ptica i kitova). Ovome su i dodali muzičku selekciju iz raznovrsnih kultura i era, izgovorene pozdrave na na 55 antičkih i modernih jezika, druge ljudske zvuke kao što su koraci i smeh (Seganovi),1 i kopiju poruke Predsednik Ujedinjenih Država Džimija Kartera i Generalnog sekretara Ujedninjenih Nacija Kurta Waldhajma. Ova ploča takođe sadrži inspiracionu poruku Per aspera ad astra u Morzovoj šifri.
Kolekcija slika uključuje mnoge fotografije i dijagrame u crnom i belom i u boji. Prve slike su naučnog interesa, pokazujući matematičke i fizičke jednačine, Solarni Sistem i njegove planete, DNK, i ljudsku anatomiju i reprodukciju. Vođena je briga da ne sadrži samo slike ljudi već i životinja, biljaka i pejzaža. Slike ljudi predstavljaju razne kulture. Ove slike prikazuju hranu, arhitekturu, ljudske portrete kao i ljude u svakodnevnim životima. Mnoge slike imaju zapisanu jednu ili više indikacija jedinica za vreme, veličinu ili masu. Neke slike sadrže i indikacije hemijskih sastava. Sve jedinice na slikama su definisane u prvih par slika koristeći fizičke reference koje su verovatno slične bilo gde u svemiru.
Muzička kompozicija varira, sadrži dela kompozitora kao što su Johan Sebastijan Bah, Mocart, Betoven. Ploča takođe sadrži muziku Guana Pinga, Slepog Vilija Džonsona, Čuk Berija, Kesarbia Kerkara, Valje Balkanske, i elektronske kompozitore Laure Spigel, kao i Azerbejdžansku folk muziku. Uklučivanje Berijeve pesme Johnny B. Goode bilo je kontraverzno, neki ljudi su smatrali da je to previse mladalački, na to je Segan odgovorio Ima puno mladih na ovoj planeti. 
Zlatna ploča takođe nosi snimak dug sat vremena koji predstavlja moždane talase Ane Drujan. Tokom snimanja moždanih talasa, Drujanova je mislila o mnogim temama, uključujući i Zemljinu istoriju, civilizaciju i problem koje susreće, kakav je osećaj biti zaljubljen.
Posle kritike koje je NASA dobila zbog nagosti na Pionirovoj ploči (crtež gole žene i muškarca), agencija je odlučila da ne dozvoli Seganu i njegovim kolegama da uključe sliku nagog muškarca i žene. Umesto toga uklučena je samo silueta para. Međutim, ploča sadrži Dijagram evolucije kičmenjaka od strane Džona Lomberga koji sadrži anatomijski tačno nacrtane nag muškarac i žena pokazujući organe.
Pulsarna mapa i dijagram molekula vodonika je prenet sa Pionirovih ploča.

## Reprodukcija
U gornjem levom uglu je crtež gramofonske ploče i gramofonske igle koja ide uz nju. Gramofonska igla je u tačnoj poziciji da bi se pustila ploča od početka. Oko nje napisano je u binarnoj aritmetici tačno vreme jedne rotacije ploče, 3.6 sekundi, izražena u vremenskoj jedinici od 0,70 milijarditog dela sekunde, vremenski period povezan za fundamentalnu tranziciju vodonikovog atoma. Slika ukazuje da ploča treba da se pusti od spolja ka unutra. Ispod ovog crteža je izgled iz profila ploče i igle, sa binarnim brojem koji govori vreme puštanja jedne strane ploče- približno sat vremena( preciznije, između 53 i 54 minuta).
Informacija u gornjem desnom uglu je dizajnirana da pokaže kako izgraditi slike koje su snimljene u signalima. Gornja slika pokazuje tipičan signal koji nastaje na startu slike. Slika je napravljena od signala, koji predstavljaju slike kao serije vertikalnih linija, slično analognim televizorima ( na kojima je slika serija horizontalnih linija). Linije slike 1,2 i 3 su prikazane u binarnim brojevima, i prikazana je dužina jedne linje koje je približno 8 milisekundi. Odmah ispod je slika koja prikazuje kako nacrtati te linije vertikalno. Ispod je slika koja prikazuje celu sliku rastera, pokazujući da ima 512 (2 na 9) vertikalnih linija u celoj jednoj slici. Ispod toga se nalazi replika prve slike na ploči da omogući primaocima da potvrde da su dekodirali signal tačno. Krug je korišćen u ovoj slici da bi se osiguralo da primaoci koriste dobar odnos horizontalnih prema vertikalnim visinama u rekonstruisanim slikama. Boja slika je predstavljena sa tri slike jedan za drugom, svaka za po jednu crvenu, zelenu, plavu komponentu slike. Slika spektruma svetlosti je uključena u svrhe kalibrisanja.
Slika u donjem levom uglu je mapa pulsara koja je takođe bila na Pinorima 10 i 11. Ona pokazuje lokaciju sunčevog sistema u odnosu na 14 pulsara, čiji su precizni periodi dati. Slika koja sadrži dva kruga u donjem desnom uglu je crtež vodonikovog atoma u dva njegova najmanja stanja, sa linijom koja ih spaja i cifrom 1 da ukaže da je vremenski interval od jednog do drugog stanja namenjen za upotrebnu kao fundamentalnu vremensku jedinicu i za vreme dato na ploči i za dekodiranje slika.

## Proizvodnja
Čiste, prazne diskove proizveo je Piral S.A. (eng Pyral S.A). Si Bi Es Rekords (eng. CBS Records) kontraktovali su JVC Centar za secenje ( eng. JVC Cutting Center) u Boulderu u Koloradu da iseku ploče.
Ploča je napravljena od zlatom prelivenog bakra i njen prečnik iznosi 30 cenitmetara. Njen poklopac bio je napravljen od aluminijuma i galvanizovan čistim uranijumovim izotopom 238. Period poluraspada uranijuma 238. Iznosi više od 4.450 milijardi godina. Moguće je da ce civilizacija koja otkrije ovu letelicu i disk koji se nalazi na njoj moći da odredi vreme njenog nastanka pomoću odnosa preostalog uranijuma i drugih elemenata.
Ploče su takođe imale natpis “Za stvaraoce muzike - svih svetova, svih vremena” ručno urezan na površinu. Natpis je lociran između oznake diska i dela koji se mogao pustiti. Budući da to nije bilo u originalnim specifikacijama, ta ploča je originalno odbačena i trebala je da bude zamenjena čistom pločom, ali je Sagan kasnije nagovorio administratora da ostavi disk takav kakav je.

## Put
Vojadžer 1 lansiran je 1977, prošao orbitu Plutona 1990, i napustio Sunčev sistem u 2004. Sada je u Kajperovom pojasu. Za nekih 40,000 godina, on i Voyager 2 će se naći na udaljenosti od 1.8 svetlosnih godina od dve različite zvezde: Voyager 1 će prići zvezdi Glize 445(Gliese 445), koja se nalazi u sazvežđu Kamilopardalis; i Voyager 2 koji će prići zvezdi Ross 248, koja se nalazi u sazvežđu Andromeda.
U Martu 2012, Voyager 1 se nalazio preko 17,9 milijardi km od Sunca i putovao je brzinom od 3.6 AU po godini (približno 61,000 km/h), dok se Voyager 2 nalazio preko 14,7 milijardi km od Sunca i putovao je brzinom od 3.3 AU po godini (približno 56,000 km/h)
Voyager 1 je ušao u heliosferu, region izvan zavšnog šoka (termination shock). Završni šok je granica gde je solarni vetar usporen od strane pritiska gasova između zvezda. Kod ove tačke solarni vetar iznenadno usproava od njegovih prosečnih brzina 300-700 km/s i postaje mnogo gušći i topliji.
Od jedanaest instrumenata koje nosi Voyager 1, pet njih je idalje u operativnom stanju i idalje šalju podatke. Očekuje se da neće biti dovoljno energije za bilo koji instrument posle 2025.
Na Septembar 12. 2013, NASA je objavila da je Voyager 1 napustio heliosferu i ušao u međuzvezdani prostor 21, iako je idalje ostao u granicama uticaja Sunčeve gravitacione sfere.

## Publikacija
Većina slika koje su na ploči, zajedno sa informacijama o kompilaciji, mogu se naći na knjizi iz 1978 Murmurs of Earth: The Voyager Interstellar Record by Carl Sagan, F.D. Drake, Ann Druyan, Timothy Ferris, Jon Lomberg, i Linda Salzman. CD-ROM verzija je izdata od strane Warner New Media u 1992. Autor Ann Druyan, koja se kasnije udala za Carl Sagana, pisala je o Voyagerovoj ploči u epilogu Saganove finalne knjige Billions and Billions.
Za proslavu cetvorodesetu godišnjicu ploče, Ozma Records lansirao je Kickstarter projekat za izdavanje sadržaja ploče u LP formatu. Ovaj Kickstarter je uspešno finansiran sa sakupljenih preko $1,4 miliona. Ozma Records je potom proizvela jos jednu ediciju sa 3 gramofonske ploče koja sadrži i audio sadržaj koji se nalazi na Zlatnoj Ploči, knjigu koja sadrži slike na ploči i slike poslate nazad od strane Vojadžera, kolekcionarsku kutiju.
Knjiga Hello World - A Time Capsule of Life, the Earth, and Humanity je inspirisana od strane Vojadžerove Zlatne Ploče. Ova knjiga deli video snimke sa svih strana sveta kako bi napravila vremensku kapsulu planete Zemlje.

## Lista sadržaja
Disk jedan
| Broj | Naslov | Dužina trajanja |
| ---- | --- | --------------- |
| 1.   | "Greeting from Kurt Waldheim, Secretary-General of the United Nations" | 0:44            |
| 2.   | "Greetings in 55 Languages" (by Various Artists) | 3:46            |
| 3.   | "United Nations Greetings/Whale Songs" (by Various Artists) | 4:04            |
| 4.   | "The Sounds of Earth" (by Various Artists) | 12:19           |
| 5.   | "Brandenburg Concerto No. 2 in F Major, BWV 1047: I. Allegro (Johann Sebastian Bach)" (by Munich Bach Orchestra/Karl Richter)                                                        | 4:44            |
| 6.   | "Ketawang: Puspåwårnå (Kinds of Flowers)" (by Pura Paku Alaman Palace Orchestra/K.R.T. Wasitodipuro)                                                                                 | 4:47            |
| 7.   | "Cengunmé" (by Mahi musicians of Benin) | 2:11            |
| 8.   | "Alima Song" (by Mbuti of the Ituri Rainforest) | 1:01            |
| 9.   | "Barnumbirr (Morning Star) and Moikoi Song" (by Tom Djawa, Mudpo, and Waliparu) | 1:29            |
| 10.  | "El Cascabel (Lorenzo Barcelata)" (by Antonio Maciel and Los Aguilillas with Mariachi México de Pepe Villa/Rafael Carrión)                                                           | 3:20            |
| 11.  | "Johnny B. Goode" (by Chuck Berry) | 2:41            |
| 12.  | "Mariuamangɨ" (by Pranis Pandang and Kumbui of the Nyaura Clan) | 1:25            |
| 13.  | "Sokaku-Reibo (Depicting the Cranes in Their Nest)" (by Goro Yamaguchi) | 5:04            |
| 14.  | "Partita for Violin Solo No. 3 in E Major, BWV 1006: III. Gavotte en Rondeau (Johann Sebastian Bach)" (by Arthur Grumiaux)                                                           | 2:58            |
| 15.  | "The Magic Flute (Die Zauberflöte), K. 620, Act II: Hell's Vengeance Boils in My Heart (Wolfgang Amadeus Mozart)" (by Bavarian State Opera Orchestra and Chorus/Wolfgang Sawallisch) | 3:00            |
| 16.  | "Chakrulo" (by Georgian State Merited Ensemble of Folk Song and Dance/Anzor Kavsadze)                                                                                                | 2:21            |

Disk dva
| Broj | Naslov | Dužina trajanja |
| ---- | --- | --------------- |
| 1.   | "Roncadoras and Drums" (by Musicians from Ancash) | 0:55            |
| 2.   | "Melancholy Blues (Marty Bloom/Walter Melrose)" (by Louis Armstrong and His Hot Seven)                                                                                         | 3:06            |
| 3.   | "Muğam" (by Kamil Jalilov) | 2:35            |
| 4.   | "The Rite of Spring (Le Sacre du Printemps), Part II—The Sacrifice: VI. Sacrificial Dance (The Chosen One) (Igor Stravinsky)" (by Columbia Symphony Orchestra/Igor Stravinsky) | 4:38            |
| 5.   | "The Well-Tempered Clavier, Book II: Prelude and Fugue No. 1 in C Major, BWV 870 (Johann Sebastian Bach)" (by Glenn Gould)                                                     | 4:51            |
| 6.   | "Symphony No. 5 in C Minor, Opus 67: I. Allegro Con Brio (Ludwig van Beethoven)" (by Philharmonia Orchestra/Otto Klemperer)                                                    | 8:49            |
| 7.   | "Izlel e Delyu Haydutin" (by Valya Balkanska) | 5:04            |
| 8.   | "Navajo Night Chant, Yeibichai Dance" (Ambrose Roan Horse, Chester Roan, and Tom Roan)                                                                                         | 1:01            |
| 9.   | "The Fairie Round (Anthony Holborne)" (by Early Music Consort of London/David Munrow)                                                                                          | 1:19            |
| 10.  | "Naranaratana Kookokoo (The Cry of the Megapode Bird)" (by Maniasinimae and Taumaetarau Chieftain Tribe of Oloha and Palasu'u Village Community)                               | 1:15            |
| 11.  | "Wedding Song" (by Young girl of Huancavelica) | 0:42            |
| 12.  | "Liu Shui (Flowing Streams)" (by Guan Pinghu) | 7:36            |
| 13.  | "Bhairavi: Jaat Kahan Ho" (by Kesarbai Kerkar) | 3:34            |
| 14.  | "Dark Was the Night, Cold Was the Ground" (by Blind Willie Johnson) | 3:32            |
| 15.  | "String Quartet No. 13 in B-flat Major, Opus 130: V. Cavatina (Ludwig van Beethoven)" (by Budapest String Quartet)                                                             | 6:41            |